# Geschwindigkeitsmessung
Bei einer Geschwindigkeitsmessung wird mit Hilfe technischer Einrichtungen bestimmt, welche Geschwindigkeit ein Objekt in einer bestimmten Richtung oder im Raum hat. Dieser Artikel bietet eine Übersicht der Wirkprinzipien; zur Beschleunigungsmessung siehe auch Accelerometrie.
Berechnende Verfahren ermitteln die Durchschnittsgeschwindigkeit im betrachteten Weg- oder Zeit-Abschnitt. Wenn dieser Abschnitt sehr klein ist, wird annähernd die Momentangeschwindigkeit gemessen. Messmethoden die physikalische Effekte nutzen und nicht träge reagieren, messen die Momentangeschwindigkeit. Weiterhin können bei der Auswertung der Geschwindigkeitsverteilung die Maximal- und die Minimalgeschwindigkeit ermittelt werden.

## Berechnende Verfahren

### Zeitmessung einer Wegstrecke
Mit Lichtschranken, Ultraschallschranken, Mikrowellenschranken, oder mit anderen schaltenden Sensoren wird die Zeit {\displaystyle t} gemessen, die das Objekt für einen bestimmten Weg {\displaystyle x} benötigt.
Die Geschwindigkeit {\displaystyle v} wird berechnet mit
{\displaystyle v={\frac {x}{t}}}.
Mit der Tachymeter-Skale der Stoppuhr wird die Geschwindigkeit einfacher durch eine Multiplikation berechnet. Anwendung im modernen Tachometer, beim Sport, bei der Geschwindigkeitsüberwachung im Straßenverkehr, beim Log (Messgerät).

### Wegmessung in festen Zeitabständen
Wenn die Position, Entfernung oder der zurückgelegte Weg ({\displaystyle x=x_{2}-x_{1}}) zu zwei Zeitpunkten ({\displaystyle t_{1}} und {\displaystyle t_{2}}) bekannt sind, berechnet sich die Geschwindigkeit mit
{\displaystyle v={\frac {x_{2}-x_{1}}{t_{2}-t_{1}}}={\frac {\Delta x}{\Delta t}}={\dot {x}}(t)}.
Die Position kann mit GPS, Laufzeitmessung von Laser- oder Radarimpulsen oder optisch mit Kameras gemessen werden. Weitere Verfahren siehe Entfernungsmessung. Anwendung z. B. bei der Laserpistole, optische Geschwindigkeitsmessung in Walzwerken, oder die Particle Image Velocimetry in Fluiden.

### Integration der Beschleunigung
Aus der gemessenen Beschleunigung {\displaystyle a} kann durch Integration die Geschwindigkeit ermittelt werden.
{\displaystyle v_{\text{Ende}}=v_{\text{Anfang}}+\int _{0}^{t}a\,\mathrm {d} t}
Fehler bei der Integration können durch Kontrolle mit anderen Sensoren herausgerechnet werden. Anwendung u. a. im Maschinenbau, bei Rütteltischen und in der Avionik (siehe Inertiales Navigationssystem).

## Physikalische Effekte

### Elektromagnetische Induktion
Nach dem Induktionsgesetz ist die Spannung in einer Spule proportional zur Geschwindigkeit der Änderung des magnetischen Flusses. Dieses Prinzip nutzen Tachogeneratoren, Impeller, Tauchspulgeräte, Wirbelstromaufnehmer.

### Doppler-Effekt
Wenn Schall, Mikrowellen oder Laserstrahlen von einem Objekt reflektiert werden, hat das Echo eine höhere Frequenz, wenn sich das Objekt auf den Betrachter zubewegt. Dieser Frequenzunterschied aufgrund des Doppler-Effektes wird ausgewertet.
Einige Anwendungen, nach abnehmender Frequenz geordnet, sind die Laser-Doppler-Anemometrie bei Fluiden, die Laser surface velocimeter bei bewegten Oberflächen, der Doppler-Radarsensor der Odometrie und der Avionik, das Niederschlagsradar, sowie der medizinische Ultraschall-Doppler und der meteorologische Schall-Doppler.

### Staudruckmessung
Mit einer Prandtlsonde wird die Differenz {\displaystyle p_{\text{dyn}}} zwischen Staudruck und statischem Druck gemessen. Die Strömung muss wirbellos sein. Dann gilt:
{\displaystyle v={\sqrt {\frac {2\,p_{\text{dyn}}}{\rho }}}}
Dabei ist {\displaystyle \rho } die Dichte des Mediums. Diese Methode findet Anwendung zur Bestimmung der Geschwindigkeit von Flugzeugen, Schiffen und für die Strömungsgeschwindigkeit von Gasen (etwa beim Pneumotachographen) und Flüssigkeiten.

### Wärmeabgabe
Ein durch elektrischen Strom erhitzter Draht wird durch die ihn umströmende Luft abgekühlt. Die Widerstands- oder Längenänderung des Drahtes wird gemessen.
Anwendung im Hitzdrahtanemometer, Schnelleempfänger

### Laufzeitmessung von Schall
Breitet sich eine Schallwelle parallel oder schräg zur Geschwindigkeitsrichtung eines Fluids aus, kann dessen Geschwindigkeit aus den Laufzeiten berechnet werden.
Anwendung als Ultraschall-Durchflussmesser oder -Anemometer oder mit viel geringeren Frequenzen in der Tomografie der Ozeane.

## Weitere Verfahren
- Oft wird die geradlinige Bewegung in eine Drehzahl gewandelt, die dann gemessen wird: Siehe Drehzahlmessung.
- Über die Auswertung der Strömungsgeschwindigkeit können auch Durchflüsse in Rohren und die resultierenden Kräfte bestimmt werden. siehe Durchflussmessung.
- Es gibt optische Verfahren der Geschwindigkeitsmessung, wo man Bildfolgen von Kameras auswertet und den optischen Fluss bestimmt. So funktionieren z. B. optische Mäuse und ähnliche Anwendungen.
- Die terrestrische Navigation wiederum arbeitet mit Winkelmessungen und Peilungen nach Landmarken sowie der Eichung von Fahrtmessern auf bekannten Strecken (Meilenlaufen).
- Für Projektile wird die Mündungsgeschwindigkeit mithilfe des Cranz-Schardin-Verfahrens bestimmt.

## Anwendungen

### Zu Lande
- Die Geschwindigkeit eines Kraftfahrzeugs wird am Tachometer angezeigt, der die Ausgangsdrehzahl des Getriebes misst.
- Im Straßenverkehr wird zur Geschwindigkeitsüberwachung meist der Doppler-Effekts genutzt. Weitere Messverfahren sind u. a. Lichtschranke und Laserpistole.
- Luftströmungsgeschwindigkeiten werden mit Anemometern gemessen.
- Die Abspielgeschwindigkeit (Drehzahl) eines Plattenspielers kann durch ein Stroboskop gemessen und anschließend justiert werden.
- Im Sport sind Geschwindigkeitsmessanlagen weit verbreitet. Von Auto- und Motorradsportwettbewerben reichen die Einsatzmöglichkeiten bis hin zu Wintersportarten wie Skifahren und Skispringen. Das Passieren von Laser-Lichtschranken zu Beginn, an Zwischenpunkten und am Ende der Strecke gestattet sowohl Zeitnahme wie die Ermittlung der Geschwindigkeit.
- In der industriellen Produktion werden Geschwindigkeiten in fast allen kontinuierlich arbeitenden Produktionen (z. B. Walzwerke, Papierwerk) mittels Messrad oder optisch (z. B. Laser surface velocimeter) gemessen.

### Zu Wasser
- In der Nautik heißen die Geschwindigkeitsmesser das Log oder die Logge. Der Fahrtmesser bestimmt die Geschwindigkeit durch Wasser, aus der Meeresströmung folgt die Geschwindigkeit über Grund.
- Loggen arbeiten meist hydromechanisch oder hydrodynamisch (Propeller); auch magnetische und elektrische Effekte sind nutzbar.
- Ein Impeller dient zur Geschwindigkeitsermittlung von Wasserfahrzeugen. Dabei treibt der Impeller einen Generator an, dessen elektrische Spannung auf die Fahrt umgerechnet wird.

### In der Luft
- Bei einem Luftfahrzeug ist die Kenntnis der Fluggeschwindigkeit unerlässlich. Der Staudruck wird bei Flugzeugen zur Geschwindigkeitsmessung benutzt, v. a. mit dem Pitotrohr. Bei langsamen Flugzeugen ist das Venturirohr (Sogwirkung) günstiger. Die Steiggeschwindigkeit misst das Variometer über die Luftdruckänderung.
- Die Fahrtmessung kann auch mit dem Dopplerradar, mit GPS oder indirekt über die Positions-Veränderung (IN-, Funknavigation) erfolgen.
- Die für Flugplanung und Abdrift wichtige Windgeschwindigkeit in verschiedenen Höhen wird meteorologisch oder mit dem Mikrowellenradar bestimmt. Letzteres wird u. a. bei Wettersatelliten des neuen EUMETSAT Polar Systems (EPS) eingesetzt, das seit 2006 das Meteosat-System ergänzt.

## In Wissenschaft und Forschung

### Astronomie
In der Astronomie sind die räumlichen Bewegungen der Gestirne von Interesse. Sie werden astrometrisch (langsame Änderung der Sternörter) und durch Spektroskopie erfasst:
1. zweidimensionale Eigenbewegung an der Himmelssphäre (überwiegend kleiner als 1" pro Jahr).
2. skalare Radialgeschwindigkeit in Richtung des Sehstrahls (bis etwa 100 km/s). Zusammen ergeben diese 3 Komponenten die räumliche Geschwindigkeit des Sterns relativ zu unserem Sonnensystem.
3. Dem überlagert sich die Bewegung unseres Planetensystems zum „Sonnenapex“ im Sternbild Herkules. Diese Bewegung (etwa 30 km/s) muss bei der Auswertung von Geschwindigkeitsmessungen in der Milchstraße berücksichtigt werden, um aus der gemessenen Relativgeschwindigkeit zur Sonne die tatsächliche galaktische Bewegung zu erhalten. Die Apex-Analyse erlaubt weitere Untersuchungen.

Die Raumbewegungen der Sterne enthalten aber systematische Anteile, vor allem durch die lokal unterschiedliche Rotation um das Milchstraßenzentrum (annähernd kreisförmig, etwa 200–250 km/s) und bei Bewegungshaufen (gemeinsam entstandene Sterne, etwa 20–100 km/s).

### Atomphysik
Für die Teilchenphysik ist u. a. die Messung von Atombewegungen wichtig. Sie gelang erstmals 1920 dem Physiker Otto Stern als direkte Messung der Geschwindigkeit von Silberatomen.